# United Linux
A United Linux foi um consórcio originado da união de quatro distribuidores de sistemas Linux para desenvolver um padrão único a ser usado por estas empresas. As participantes foram:
- Conectiva
- SuSE
- Caldera International (depois renomeada para The SCO Group)
- Turbolinux

Cada uma delas continuou desenvolvendo suas distribuições com suas próprias características, mas mantendo o padrão no conjunto do sistema básico. Essas empresas uniram esforços para manter um repositório comum, otimizando o trabalho dos desenvolvedores, e ao mesmo tempo criando um modelo de negócio na tentativa de conseguir o mesmo sucesso que obteve o RedHat.
A primeira versão do United Linux, o United Linux 1.0, foi lançada em novembro de 2002. O consórcio anunciou o seu encerramento em 2004. No Brasil foi representada pelo Conectiva Linux Enterprise Edition. 
Em 22 de janeiro de 2004, o fim do United Linux foi anunciado em uma coletiva de imprensa da Novell por Richard Seibt, o então presidente da SuSE. O consórcio foi encerrado porque a SCO (ex-Caldera International) estava envolvida em diversos processos na época, como o processo contra a IBM, que fez com que o presidente da SuSe anunciasse o fim do UnitedLinux, já que não era viável uma empresa do grupo requerer na justiça o direito de partes de código-fonte, o que ia contra a noção de software livre.